# 结晶发光
结晶发光（英語：Crystalloluminescence）是指在结晶过程中的冷发光现象，这一现象最早报道于19世纪初，在硫酸钾从水溶液中快速结晶中出现。